# Coppa delle Coppe dell'AFC 1993-1994
La Coppa delle Coppe dell'AFC 1993-1994 è la 4ª edizione della coppa a cui presero parte 18 squadre da altrettante federazioni provenienti da tutta l'Asia.

## Primo Turno
| Squadra 1        | Totale | Squadra 2                 | Andata | Ritorno |
| ---------------- | ------ | ------------------------- | ------ | ------- |
| Al Wahda         | 2-4    | Al Qadisiya               | 1-0    | 1-4     |
| New Radiant      | 5-0    | Youth League Club         | 3-0    | 2-0     |
| Persepolis       | 2-2    | Al Salmiya                | 0-1    | 2-1     |
| Al Arabi         | (w/o)1 | Al Nasr                   |        |         |
| Yokohama Marinos | 6-0    | Philippine Air Force F.C. | 5-0    | 1-0     |
| Cang Sai Gon     | (w/o)2 | Sarawak                   |        |         |
| East Bengal      | 6-4    | Al Zawraa                 | 6-2    | 0-2     |
| South China      | 2-1    | Dalian                    | 2-0    | 0-1     |
| Mohammedan       |        | Qualificata al 2º turno   |        |         |
| Semen Padang     |        | Qualificata al 2º turno   |        |         |

1 Al Nasr ritirato

2 Sarawak ritirato

## Secondo Turno
| Squadra 1        | Totale | Squadra 2    | Andata | Ritorno |
| ---------------- | ------ | ------------ | ------ | ------- |
| Mohammedan       | N/P1   | New Radiant  | 8-0    |         |
| Semen Padang     | 2-1    | Cang Sai Gon | 1-0    | 1-1     |
| East Bengal      | 1-5    | South China  | 0-1    | 1-4     |
| Al Qadisiya      | bye    |              |        |         |
| Persepolis       | bye    |              |        |         |
| Al Arabi         | bye    |              |        |         |
| Yokohama Marinos | bye    |              |        |         |

1 New Radiant qualificato ai quarti per ragioni sconosciute

## Quarti di finale
| Squadra 1             | Totale | Squadra 2                   | Andata | Ritorno |
| --------------------- | ------ | --------------------------- | ------ | ------- |
| Al-Qadisiya Al Khubar | (w/o)1 | New Radiant                 |        |         |
| Persepolis            | 2-3    | Al Arabi                    | 1-1    | 1-2     |
| Semen Padang          | 2-12   | Yokohama Marinos            | 2-1    | 0-11    |
| South China           |        | Qualificato alle semifinali |        |         |

1 New Radiant ritirato

## Semifinali
| Squadra 1   | Totale | Squadra 2        | Andata | Ritorno |
| ----------- | ------ | ---------------- | ------ | ------- |
| Al Arabi    | 1-2    | Al Qadisiya      | 1-1    | 0-1     |
| South China | (w/o)1 | Yokohama Marinos |        |         |

1 Yokohama Marinos ritirato

## Finale
| Squadra 1   | Totale | Squadra 2   | Andata | Ritorno |
| ----------- | ------ | ----------- | ------ | ------- |
| South China | 2–6    | Al-Qadisiya | 2–4    | 0–2     |

## Fonti
- Stokkermans, Karel. "Asian Cup Winners Cup 1994". RSSSF.